# بلاکسلند (نیو ساوت ولز)
بلاکسلند (به انگلیسی: Blaxland) یک شهرک در استرالیا است که در نیو ساوت ولز واقع شده‌است.

## نگارخانه

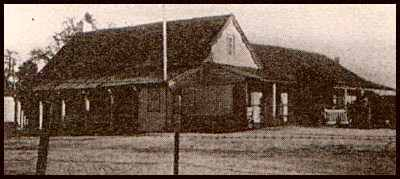
Pilgrim Inn, c. 1920s
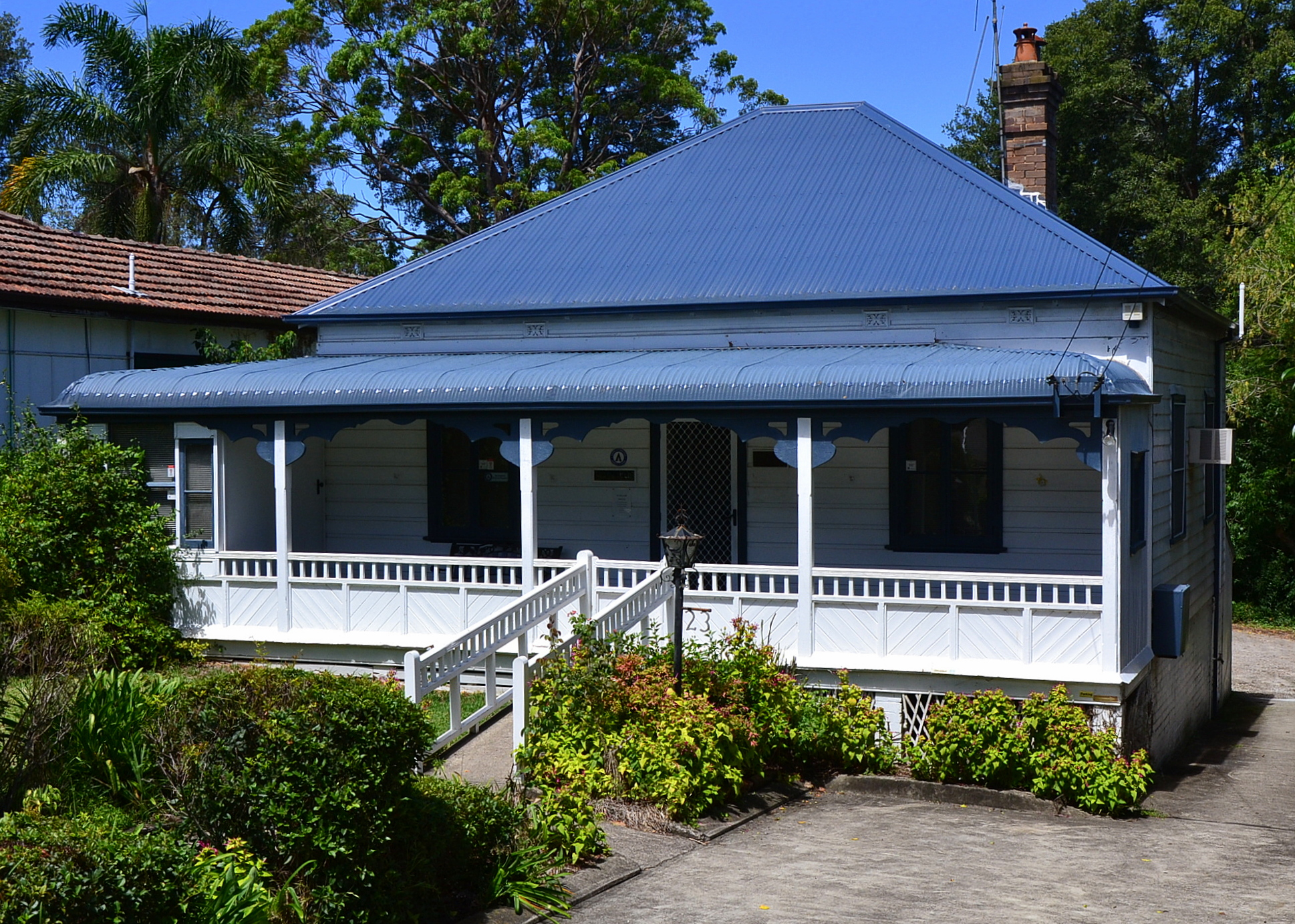
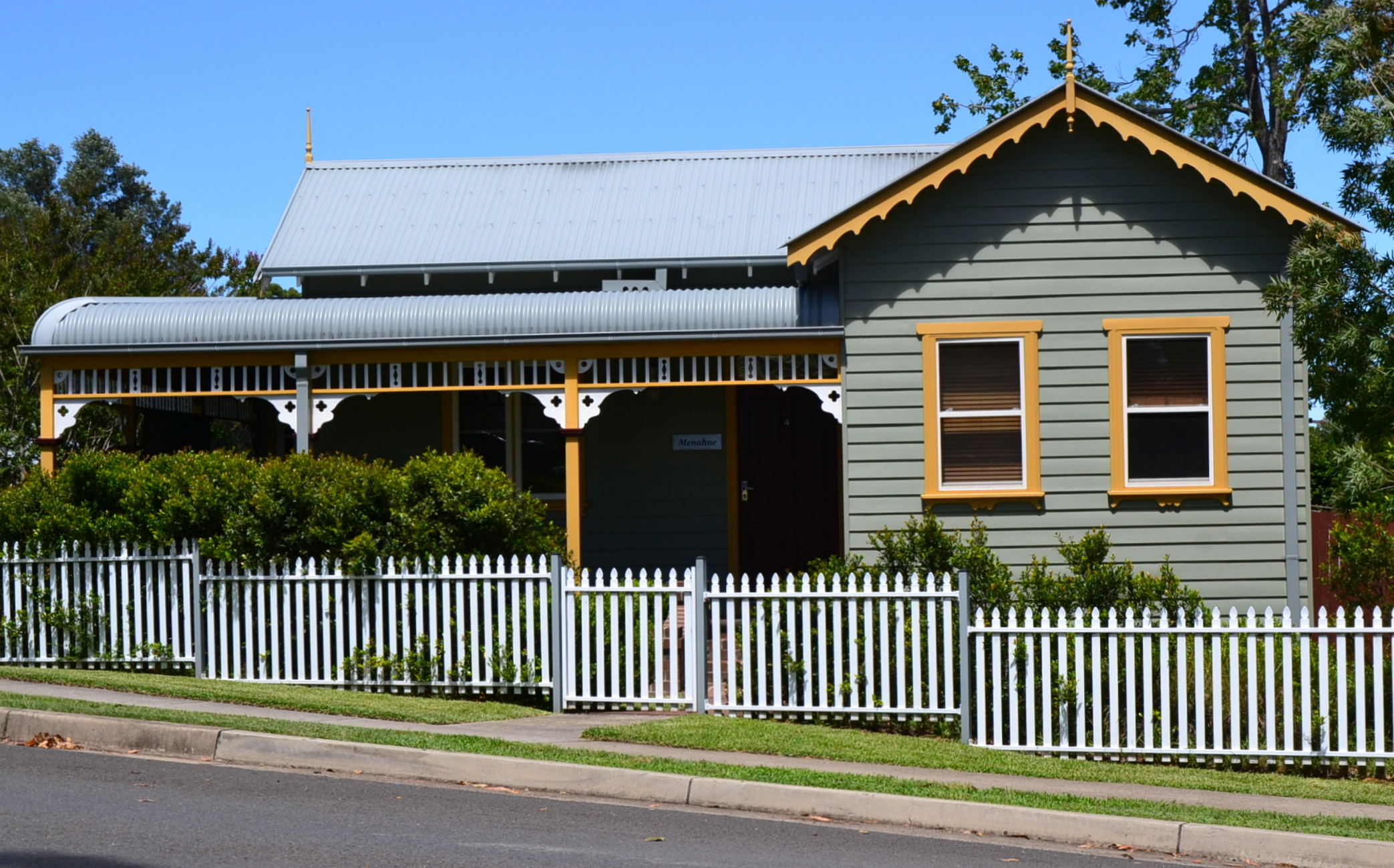
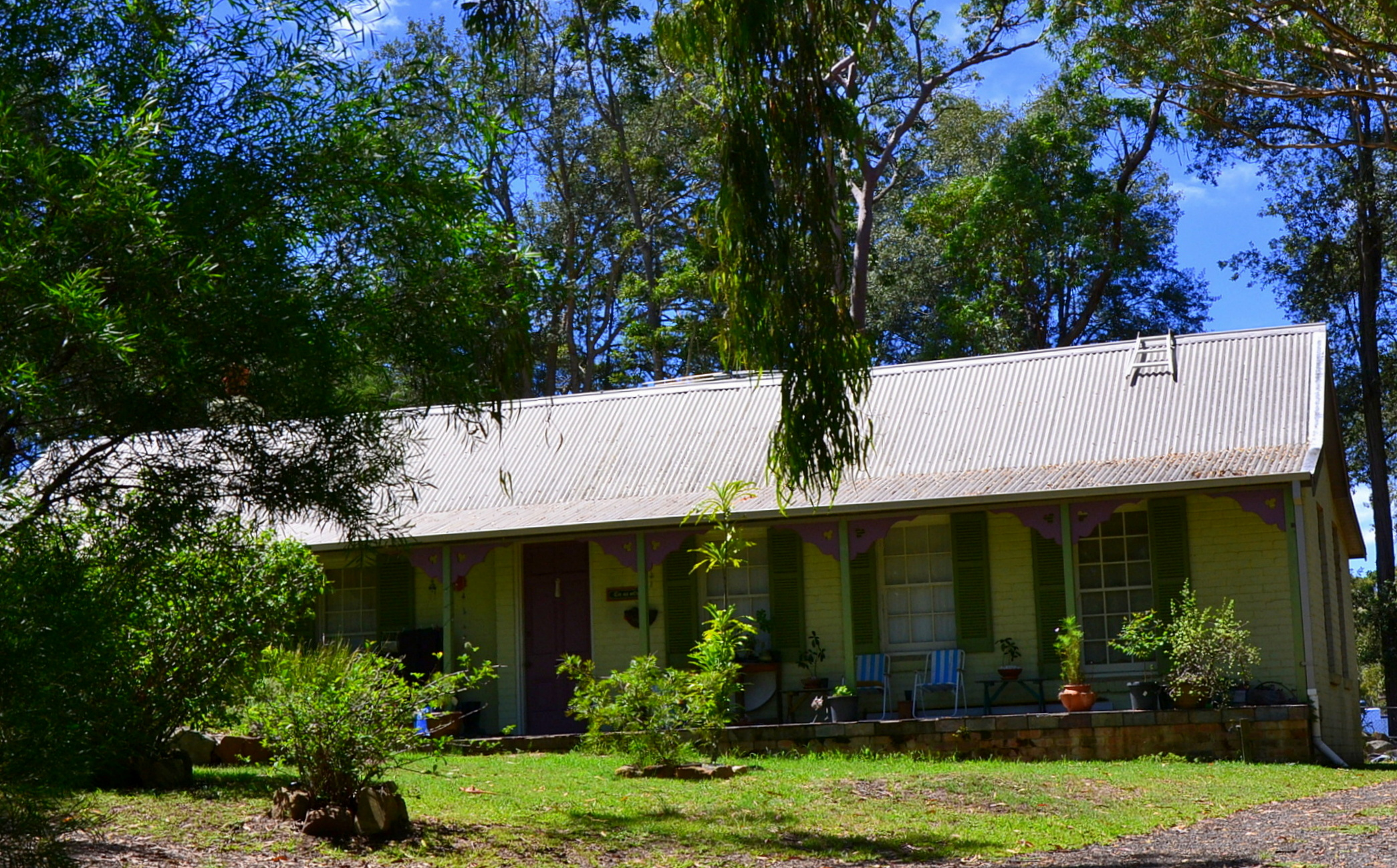
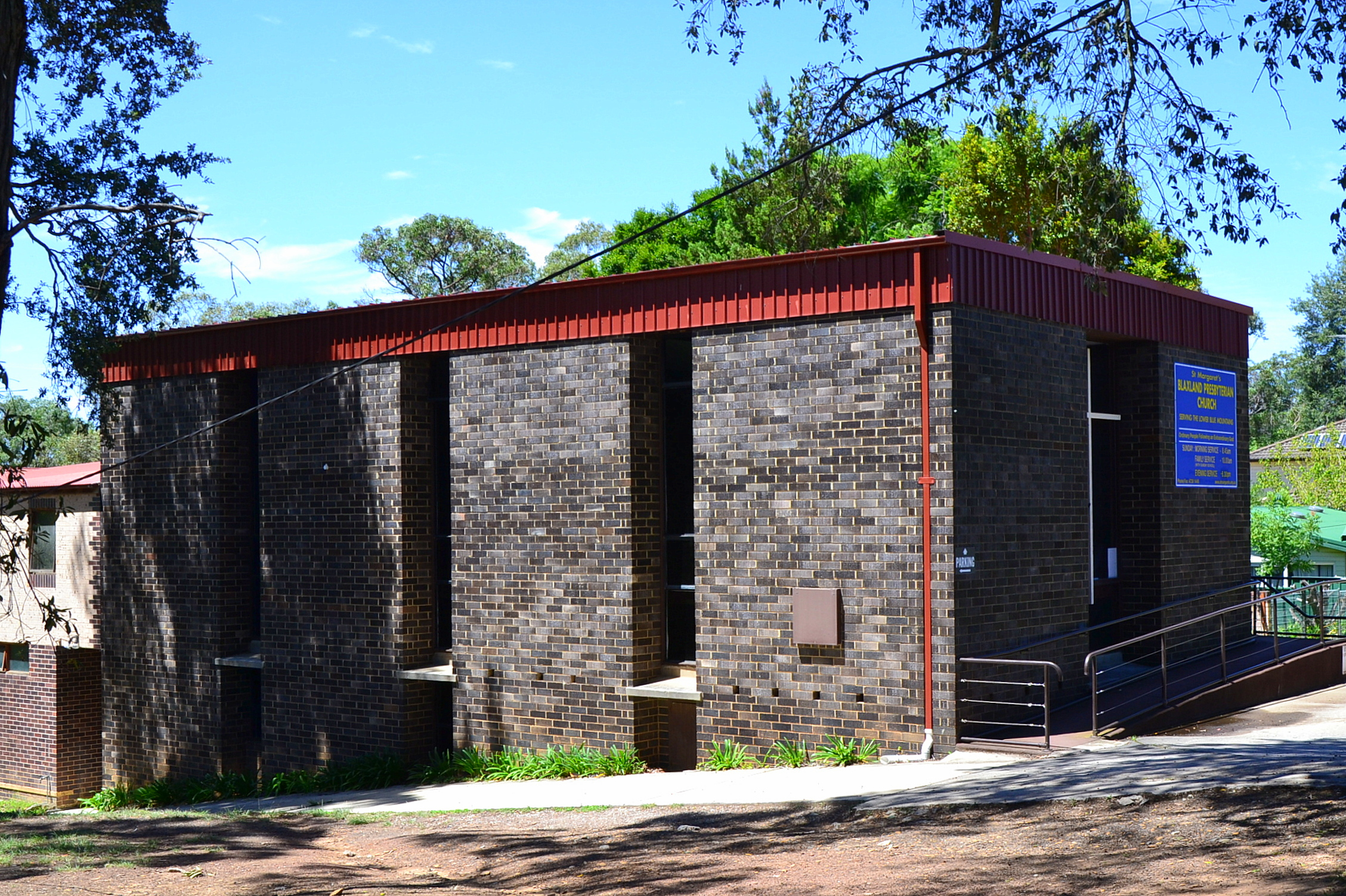